# Bernoullijeva enačba
Bernoullijeva enáčba [bernúlijeva ~] opisuje stacionarni laminarni tok nestisljive in neviskozne tekočine vzdolž tokovnice:
{\displaystyle {\frac {1}{2}}\rho v^{2}+\rho gh+p={\textrm {konst.}}\!\,.}
Pri tem je ρ gostota tekočine, v njena hitrost, g težni pospešek, h višina nad izbrano ničelno ravnino in p tlak. Enačbo je leta 1738 v svojem delu Hydrodynamica prvi zapisal švicarski matematik in fizik Daniel Bernoulli.
Enačba sledi iz zakona o ohranitvi energije ali integriranega izreka o ohranitvi gibalne količine, pri čemer se upošteva kontinuitetno enačbo. V prvem členu se prepozna prispevek kinetične energije tekočine (dinamični tlak), v drugem prispevek težnostne potencialne energije, tretji pa podaja delo tlaka in predstavlja statični tlak. Vsi trije prispevki so preračunani na enoto prostornine tekočine. Razlika med dinamičnim in statičnim tlakom je skupni tlak.
V praksi velja enačba vedno le približno, ker se zahteve po njeni veljavnosti medsebojno izključujejo: tok neviskoznih tekočin praviloma ni laminaren. Približno uporabna je za opis kapljevin, če je njihova viskoznost dovolj majhna. Uporabi se jo lahko pri plinih, kadar je gostota plina približno konstantna. Velikokrat se uporabi tudi za opis turbuletnega toka, ki je v povprečju stacionaren.